# Strimaloe
Strimaloe, Aloe striata är en grästrädsväxtart som beskrevs av Adrian Hardy Haworth. Strimaloe ingår i släktet Aloe och familjen grästrädsväxter.

## Underarter
Arten delas in i följande underarter:
- A. s. komaggasensis
- A. s. karasbergensis
- A. s. striata

## Bildgalleri

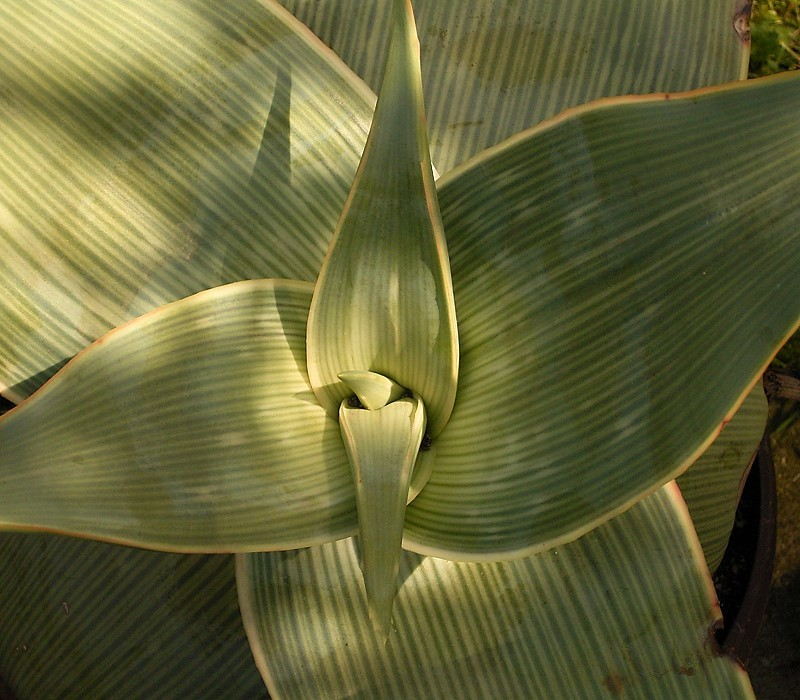
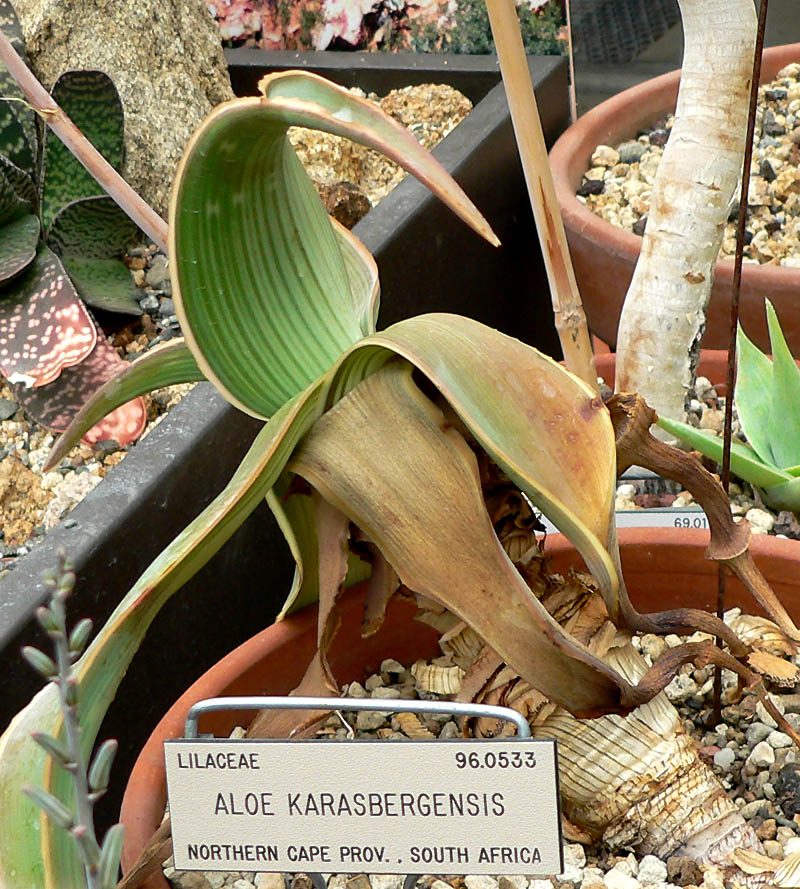
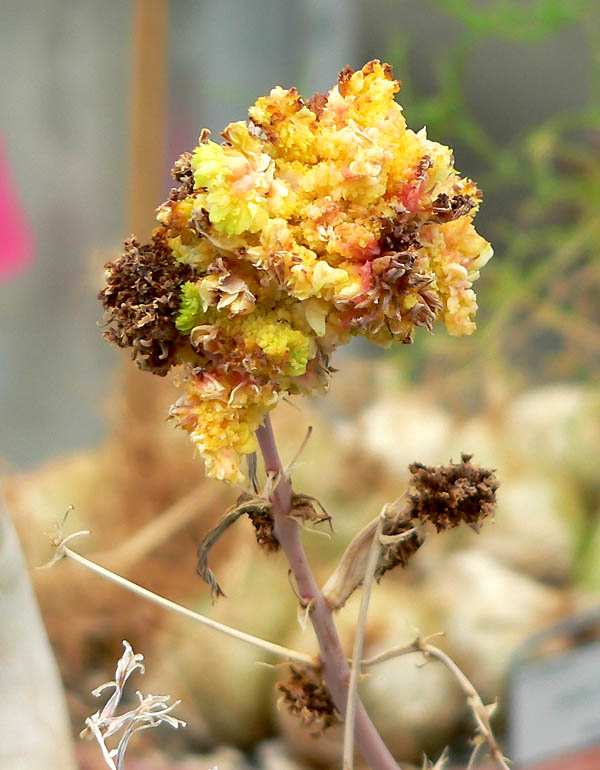
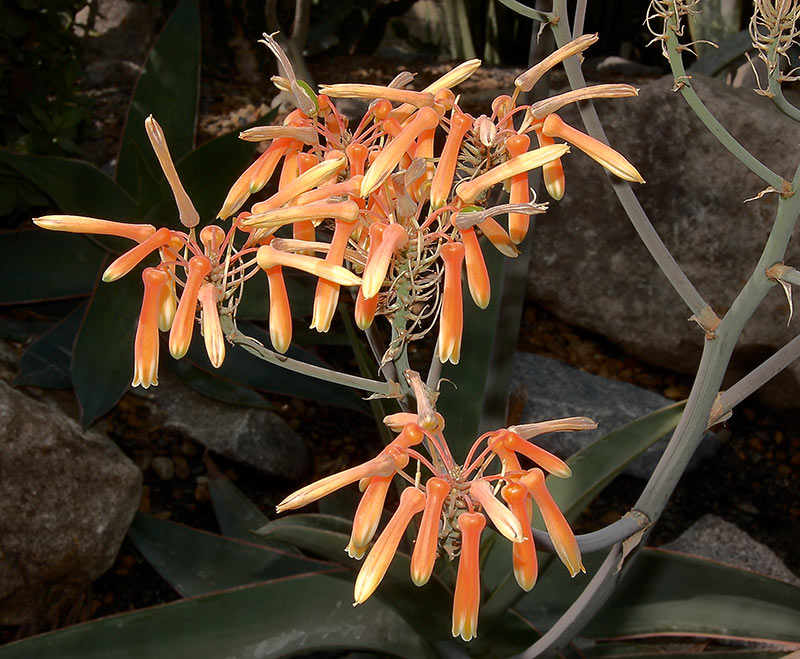
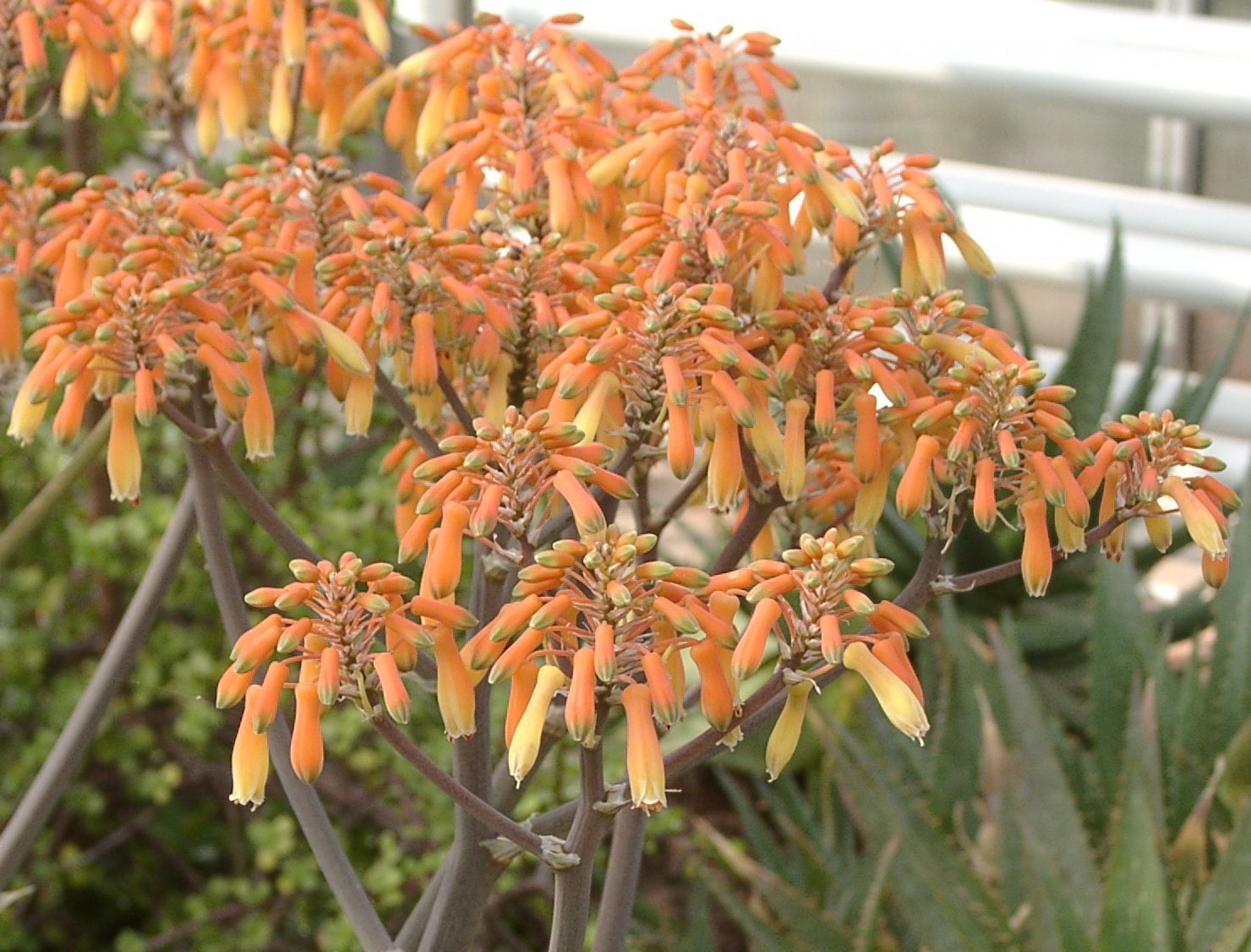
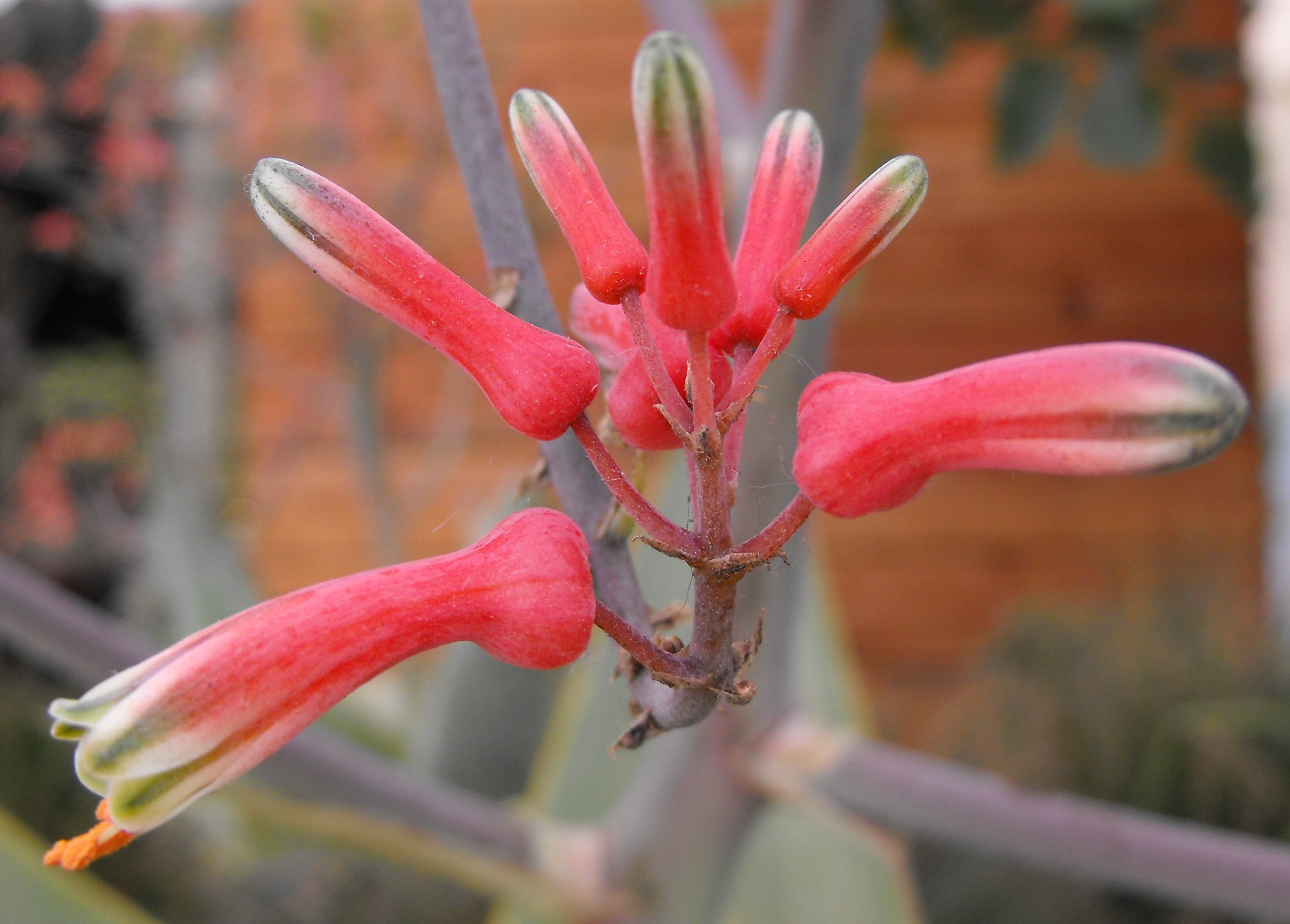